# Карлос Трукко
Карлос Трукко (ісп. Carlos Trucco, нар. 8 серпня 1957, Кордова) — болівійський та аргентинський футболіст, що грав на позиції воротаря. Виступав за національну збірну Болівії, у складі якої був учасником чемпіонату світу та двох Кубків Америки. А по завершенні ігрової кар'єри працював зі збірною головним тренером.

## Клубна кар'єра
У дорослому футболі дебютував 1977 року виступами за команду «Уніон» з Санта-Фе, в якій провів чотири сезони, взявши участь у 55 матчах чемпіонату. Після цього виступав на батьківщині за клуби «Велес Сарсфілд», «Уніон» (Санта-Фе) та «Естудіантес Ріо Куарто», втім ніде закріпитись не зумів.
1986 року перебрався у Болівію, де виступав за «Дестроєрз» та «Болівар». За цей час отримав громадянство цієї країни і став виступати за місцеву збірну. У 1990—1991 роках пограв за колумбійський «Депортіво Калі», після чого ще двічі повертався у «Болівар», в перерві між яким у 1994—1995 роках пограв за мексиканську «Пачуку».
Завершив професійну ігрову кар'єру у клубі «Крус Асуль», за команду якого виступав протягом 1996—1997 років.

## Виступи за збірну
1989 року дебютував в офіційних матчах у складі національної збірної Болівії. У складі збірної був учасником чемпіонату світу 1994 року у США, де його команда зайняла четверте місце в групі, а сам Трукко грав у всіх трьох матчах, в яких пропустив 4 голи.
Згодом зі збірною був основним воротарем на Кубку Америки 1995 року в Уругваї та Кубку Америки 1997 року у Болівії, де разом з командою здобув «срібло», програвши у фінальному матчі бразильцям 1:3.
Всього протягом кар'єри у національній команді, яка тривала 9 років, провів у формі головної команди країни 51 матч .

## Кар'єра тренера
Після завершення кар'єри залишився у Мексиці, де тренував місцеві команди «Веракрус», «Атлетіко Селая» та «Пачука». Також у 2001–2002 роках тренував національну збірну Болівії.

## Титули і досягнення
- Срібний призер Кубка Америки: 1997